# Mucronea perfoliata
Mucronea perfoliata (A. Gray) A. Heller – gatunek rośliny z rodziny rdestowatych (Polygonaceae Juss.). Występuje naturalnie w południowo-zachodnich Stanach Zjednoczonych – w Kalifornii. 

## Morfologia
PokrójRoślina jednoroczna dorastająca do 3–20 cm wysokości.
LiścieIch blaszka liściowa ma łyżeczkowaty kształt. Mierzy 20–50 mm długości oraz 3–12 mm szerokości.
KwiatyZebrane w wierzchotki jednoramienne, rozwijają się na szczytach pędów. Listki okwiatu mają lancetowaty kształt i mierzą 2–3 mm długości.
OwoceTrójboczne niełupki osiągające 2–3 mm długości.

## Biologia i ekologia
Rośnie w chaparralu, na murawach, stokach oraz terenach piaszczystych. Występuje na wysokości do 1600 m n.p.m. Kwitnie od marca do lipca.